# Antoñita Peñuela
Antonia Peñuela Castañeda est une chanteuse de flamenco espagnole, née le 19 avril 1947 à Lorca (Murcie), région de Murcie, et décédée le 5 juin 1975 à Torrent (Communauté valencienne).

## Biographie
Peñuela Antoñita est né à Lorca le 19 avril 1947. Son père, Antonio, était boucher de profession et sa mère s'appelait Emilia.
En 1950, ses parents déménage pour vivre à Torreperogil, la région où sa famille est originaire et où elle a vécu son enfance et son adolescence jusqu'en 1965.
Dès son jeune âge, et bien que sa famille ne faisait pas de musique, elle aimait chanter. En 1965, lors d'une représentation de Niña de Antequera dans la ville voisine de Sabiote, elle chante en public et laisse le public étonné. En 1965, elle émigre à Torrente (Valence).
Sa carrière débute en 1966, lors d'une réunion d'artistes qui est diffusée sur la radio populaire, elle remporte le premier prix. Paco Vila, qui dirigeait le programme, a opté pour elle et devient son manager, il la paie pour l'époque, 500 pesetas par performance. L'année suivante, elle entre en studio pour enregistrer son premier album, avec Paco Vila.
Comme chanteuse, elle enregistre son premier album en 1967, des chansons populaires, de la rumba, des titres : "La espabilá", "La agradecida", "A la vera, vera", "Vaya un lío", "Como está mandao", "Sólo quiero cantar", "Bebí de tus labios", "Perla preciosa", "Cautiva", "Con las manos vacías", "Vestido blanco y negro" et "Fandangos de la Peñuela".
Le 26 mai 1973, elle épouse un torero, Manuel Davila Ladron de Guevara, avec qui elle a eu deux enfants, Victor Manuel, qui avait un an quand elle est décède, et Eve, qui est née 14 jours avant l'accident fatal.
Le 5 juin 1975, Peñuela décède tragiquement dans un accident de voiture en se rendant à Madrid, dans une "Renault 8 et 10" à l'âge de 28 ans. Elle a été enterrée le 8 juin 1975 dans le cimetière de Torrent (Communauté valencienne), ville où elle a vécu.

## Discographie
- Los Éxitos De Antoñita Peñuela, publié en 2007.
- En Las Cuevas De Graná, publié en 2009.

### Single
- Perla preciosa
- La Espabilá'
- Vaya un lio
- Tarde de Toros
- Cantaora